# Карпин, Андрей Борисович
Андрей Борисович Ка́рпин (род. 1963) — советский и российский хоккеист, Мастер спорта России, хоккейный тренер.

## Биография
Выступал за команды: «Динамо» (Москва), Локомотив (Москва), Динамо (Харьков), «Крылья Советов» (Москва), «Северсталь» (Череповец).
В сезоне 1994/95 играл за команду «Soviet Wings» — под этим названием игроки «Крыльев Советов» провели по одной игре против каждой команды IHL.
Карьера игрока:
- Чемпион Европы (1981) в составе юношеской сборной СССР.
- Чемпион мира в составе молодёжной сборной СССР.
- Чемпион СССР по хоккею в составе московского «Динамо»[1](1991)

Тренерская карьера:
- Серебряный призёр российской Суперлиги сезона 2002/2003 года в составе «Северстали».
- Бронзовый призёр молодёжных Чемпионатов мира по хоккею (2008, 2009).
- Серебряный призёр юношеского Чемпионата мира по хоккею в Казани (2008).
- Серебряный призёр юношеских Олимпийских игр в Инсбруке (2012).